# 新绛天主教堂
新绛圣安道主教座堂是位于中国山西省新绛县的一座大型天主教堂，天主教新绛教区的主教座堂，位于新绛县城内西北角正平街中段，北街顶端的高崖上。

## 历史
新绛是山西省最早传入天主教的地方，1620年（明朝万历四十八年），举人韩霖、国戚段衮在北京随徐光启领洗入教，邀请意大利神甫艾儒略来到绛州，建立山西省第一座天主教堂。
1935年，梵蒂冈教廷宣布成立天主教新绛教区，是天主教在山西的8个教区之一，管辖附近22个县的天主教堂。
1937年，荷兰神父孔昭明用其母捐助的45公斤黄金，在明代灵丘王府旧址建造了一座哥特式建筑风格的大型主教座堂。1940年竣工。
1966年，教堂关闭，改为粮库，红卫兵拆毁钟楼。1980年归还教会，1988年修复原貌。

## 建筑
新绛天主教堂长52米，宽28米，面积1560平方米。两座尖顶钟楼高43米，屋脊高27米，有九道巨型拱券，跨度25米。其建筑规模在全中国的哥特式教堂中属于最大的一批，与青岛圣弥额尔主教座堂、上海徐家汇圣依纳爵主教座堂、广州石室圣心大教堂并称全国四大哥特式天主教堂。屋顶采用中式歇山顶。

## 保护
1995年12月，天主教堂被列为新绛县文物保护单位。
2004年11月15日，新绛天主教堂公布为第一批运城市文物保护单位。
2016年6月6日，新绛天主教堂被列入第五批山西省文物保护单位。